# Korođ
Korođ (hongrois : Kórógy) est une localité de Croatie située dans la municipalité de Tordinci, comitat de Vukovar-Syrmie. Au recensement de 2001, elle comptait 521 habitants. Elle est habitée par des Magyars.